# Парова-Фаленцька
Парова-Фаленцька (пол. Parowa Falęcka, нім. Dietrichsschlucht) — село в Польщі, у гміні Хелмжа Торунського повіту Куявсько-Поморського воєводства.
Населення — 97 осіб (2011).
У 1975-1998 роках село належало до Торунського воєводства.

## Демографія
Демографічна структура станом на 31 березня 2011 року:
|          | Загалом | Допрацездатний вік | Працездатний вік | Постпрацездатний вік |
| -------- | ------- | ------------------ | ---------------- | -------------------- |
| Чоловіки | 52      | 17                 | 32               | 3                    |
| Жінки    | 45      | 7                  | 29               | 9                    |
| Разом    | 97      | 24                 | 61               | 12                   |